# Мавричев, Александр Иванович
Александр Иванович Мавричев (1901—1974) — советский военачальник, генерал-майор (1940), участник Гражданской и Великой Отечественной войн.

## Биография
Русский. 
Образование: пехотное отделение Высшей военной школы Сибири (1922), Сибирские повторные курсы комсостава РККА (1927), курсы «Выстрел» (1935). 
В марте 1919 года призван в РККА и направлен в 103-ю бригаду 35-й стрелковой дивизии в Казань, затем в качестве телефониста стрелкового полка воевал на Восточном фронте. С апреля 1920 года исполнял должность начальника связи инженерного строительства 5-й армии. С сентября 1920 по апрель 1922 года учился в Высшей военной школе Сибири, по окончании командовал стрелковой ротой в 62-м Новороссийском стрелковом полку Народно-революционной армии Дальневосточной Республики. 
После войны с декабря 1922 года был помощником начальника Читинской конвойной команды войск ГПУ Дальневосточного округа, в январе 1923 года назначен начальником Благовещенской конвойной команды Амурского губернского погранотряда войск ГПУ. С мая 1923 года — начальник, затем пом. начальника 32-й Благовещенской кавалерийской школы войск ГПУ Дальневосточного округа. С декабря 1923 года командовал ротой 62-го Новороссийского стрелкового полка СибВО. В сентябре 1924 года переведен командиром роты в Томскую пехотную школу комсостава им. Томского губкома ВКП(б). С октября 1926 по август 1927 года находился на Сибирских повторных курсах комсостава РККА, затем вернулся в Томскую пехотную школу. С июля 1928 года командовал батальоном в 34-м стрелковом полку 12-й стрелковой дивизии СибВО. С мая 1931 года служил в штабе СибВО пом. начальника 5-го отдела (боевой подготовки). С июня 1932 года командовал батальоном в Омской пехотной школе, в августе 1937 года переведен в Белорусский ВО на должность командира 14-го стрелкового полка 5-й стрелковой дивизии. С июля 1938 года исполнял должность командира 33-й стрелковой дивизии. С августа 1939 года командовал 121-й стрелковой дивизией БОВО. В феврале 1940 года переведен в СибВО начальником Уреченских пехотных КУНС запаса. 
В марте 1941 года назначен командиром 108-й стрелковой дивизии 44-го стрелкового корпуса ЗапОВО, которая накануне Великой Отечественной войны передислоцировалась из Дорогобужских лагерей на станцию Ратомка (40 км западнее Минска) и после начала войны заняла оборону в полосе Минского укрепрайона. 
После захвата немецкими войсками Минска (28 июня) 108-я дивизия оказалась в окружении, часть её сумела вырваться из него, но А. И. Мавричев вышел из окружения только 26 сентября в составе группы бывшего командира 64-й стрелковой дивизии полковника С. И. Иовлева южнее г. Белый (в это время его 108-я стрелковая дивизия была восстановлена в составе Западного фронта), после чего состоял в распоряжении штаба Западного фронта и ГУК НКО СССР. 
В конце ноября 1941 года назначен начальником отдела боевой подготовки 60-й армии Северо-Западного фронта, в апреле 1942 года исполнял эту должность в 53-й армии. С мая 1942 по август 1944 года — начальник штаба управления тыла Северо-Западного фронта, затем до конца войны — начальник Управления трофейного вооружения 1-го Украинского фронта. 
По окончании войны в мае 1945 года назначен главным инспектором Трофейного управления Советской армии. С августа 1945 года исполнял должность начальника Курсов усовершенствования офицеров пехоты Особого ВО (г. Кенигсберг). С сентября 1946 года — начальник Приволжских курсов усовершенствования офицеров пехоты Приволжского ВО. 
В сентябре 1950 года отстранён от должности, в марте 1951 года уволен в отставку.

## Награды
- 2 ордена Ленина (21.02.1945, 10.08.1945),
- 3 ордена Красного Знамени (11.03.1944, 3.11.1944, 20.06.1949),
- орден Отечественной войны 1-й степени (6.04.1945),
- медали.